# 对炉街道
对炉街道，是中华人民共和国辽宁省鞍山市铁东区下辖的一个乡镇级行政单位。2019年12月，撤销对炉街道，下辖的7个社区成建制划入和平街道。

## 行政区划
对炉街道下辖以下地区：
东平社区、东北社区、长虹社区、新光社区、健康社区、中心社区和团结社区。